# Moločnyj
Moločnyj (rusky Молочный) je sídlo městského typu v Kolském okrese v Murmanské oblasti v Rusku. Žije zde 4 029 obyvatel (2023).

## Geografie
Moločnyj se nachází na poloostrově Kola na dolním toku řeky Koly, 15 kilometrů jižně od oblastního centra Murmansku.

## Historie
Moločnyj bylo založeno okolo roku 1935 jako pracovní osada. V roce 1979 získalo status sídla městského typu.